# 斯里尼瓦沙柏鲁马庙

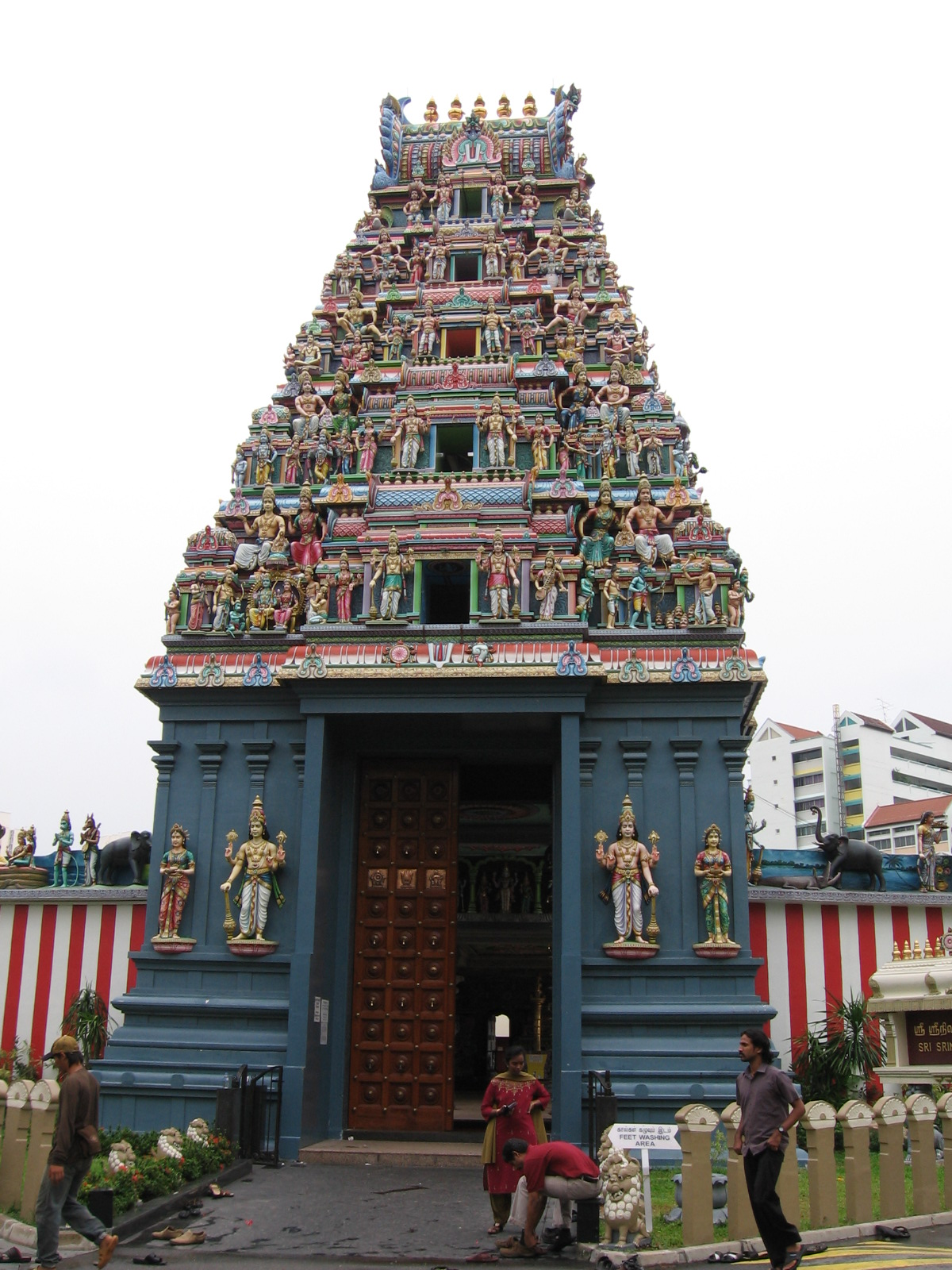

斯里-尼瓦沙-柏鲁马庙（Sri Sri-nivāsa 吉祥居所 Perumāla 富饶田野 Temple 寺庙）是新加坡的一座印度教大型寺庙，供奉毗湿奴，位于小印度实龙岗路。

## 历史
它建于1855年，但是其20米高的塔相对较新，建于1966年，显示毗湿奴的不同化身。寺庙周围地区曾经满是池塘和菜园。一道溪流进入寺庙，信徒在开始崇拜之前用溪水清洗自己。在每年的大宝森节，该庙为印度教信徒游行的起点。前往坦克路的丹达乌他帕尼庙，以感谢或祈求穆卢干保护神。
1978年，斯里尼瓦沙柏鲁马庙列为新加坡国家古迹。